# تور زن خطرناک
تور زن خطرناک (انگلیسی: Dangerous Woman Tour) (همچنین باعنوان تور جهانی زن خطرناک شناخته می‌شود) سومین تور کنسرت توسط خواننده و هنرپیشه آمریکایی آریانا گرانده برای پشتیبانی از سومین آلبوم استودیویی خود، زن خطرناک (۲۰۱۶) بود. این تور در ۳ فوریه ۲۰۱۷ در فینیکس آغاز شد و در ۲۱ سپتامبر ۲۰۱۷ در هنگ کنگ، چین به‌پایان رسید. این تور به دلیل بمب‌گذاری ۲۰۱۷ منچستر آرنا، که دقایقی پس از پایان نمایش گرانده در منچستر آرنا رخ داد و منجر به کشته شدن ۲۲ تن از تماشاگران کنسرت و مصدومیت فیزیکی ۱۳۹ تن شد، موقتاً در ۲۲ مه ۲۰۱۷ متوقف شد. بعد از سازماندهی و اجرا در کنسرت وان لاو منچستر، گراند تور را از ۷ ژوئن ۲۰۱۷ در پاریس، فرانسه از سر گرفت.
در ۲۹ نوامبر ۲۰۱۸، گراند یک سری مستند چهار قسمتی با عنوان خاطرات زن خطرناک در یوتیوب منتشر کرد که شامل تصاویر پشت صحنه تور، اجراها و همچنین ایجاد چهارمین آلبوم استودیویی خود، شیرین‌کننده (۲۰۱۸) بود.